# Teherkocsi

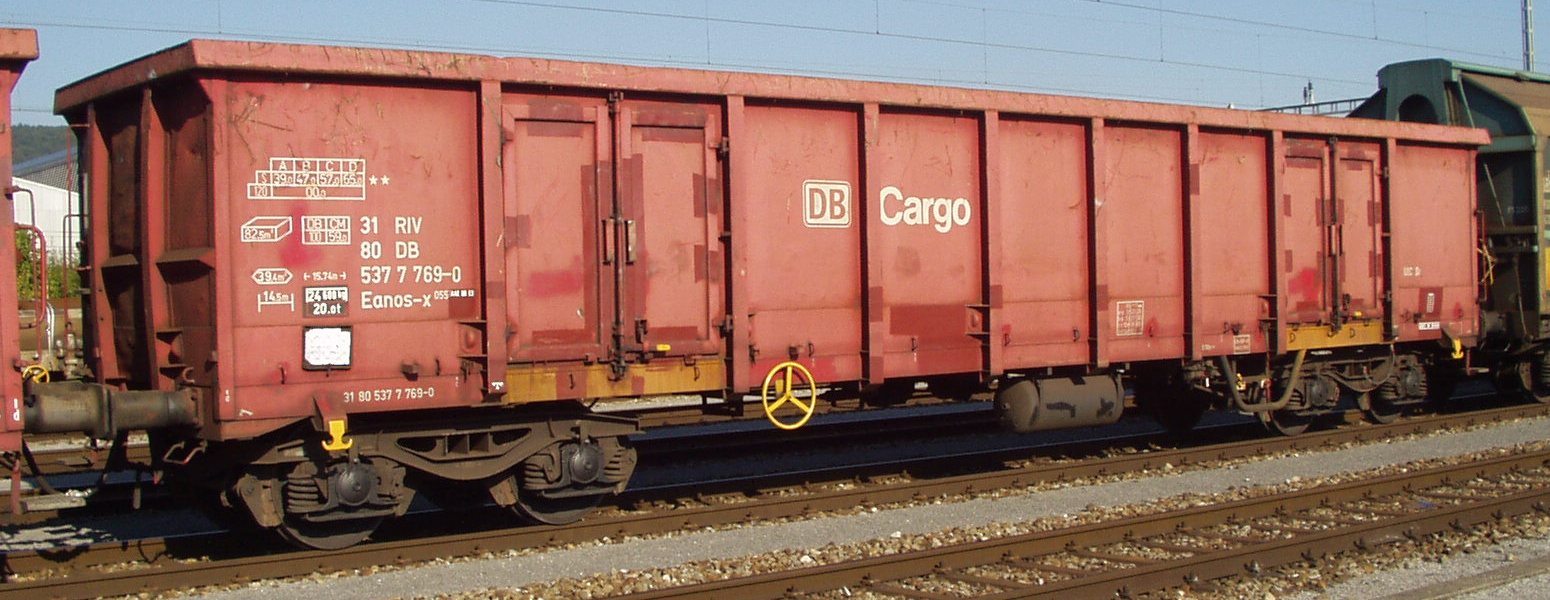
Német nyitott teherkocsi (Eanos-x)

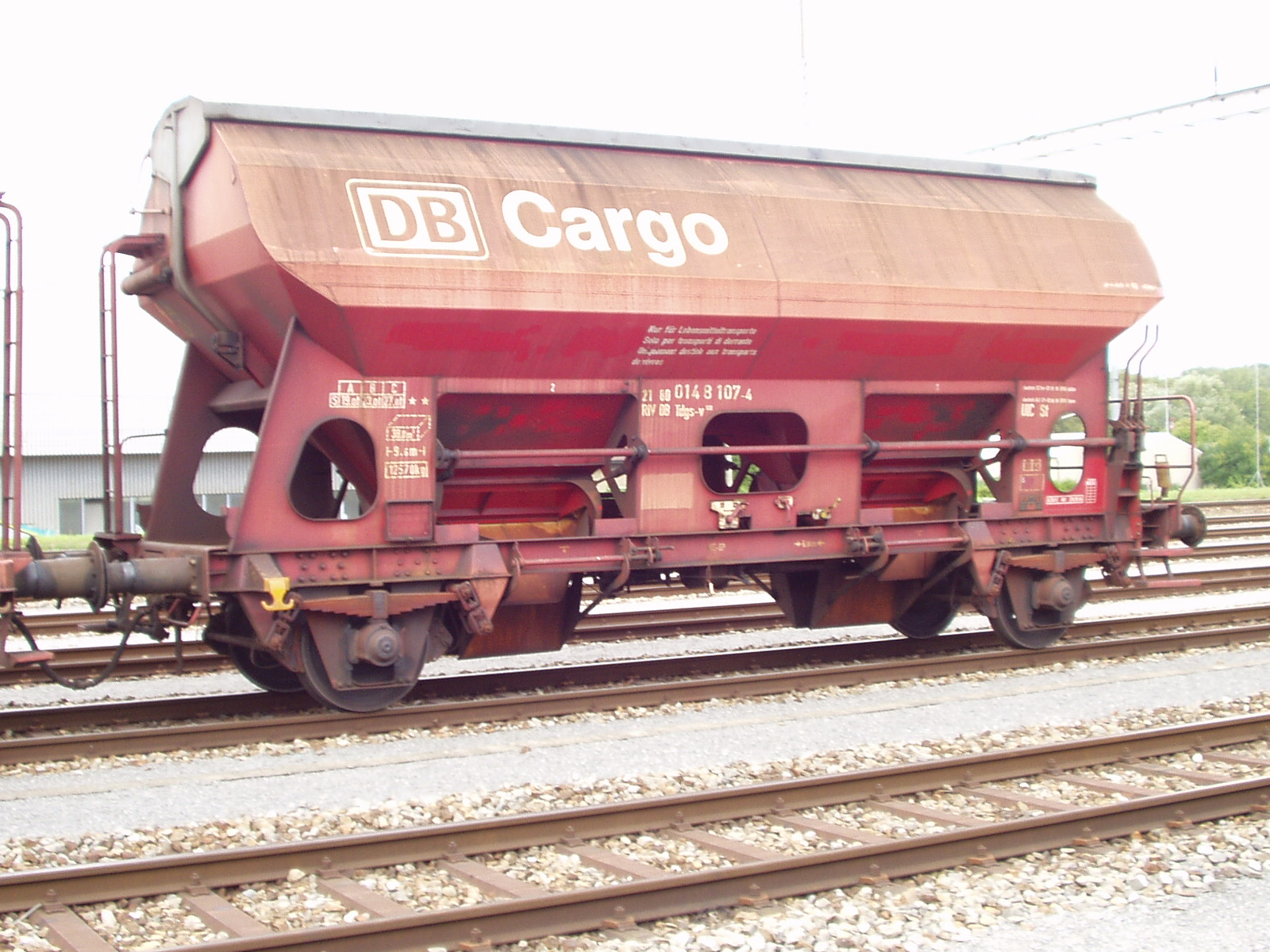
Német nyitható tetejű önürítős teherkocsi (Tdgs-z)

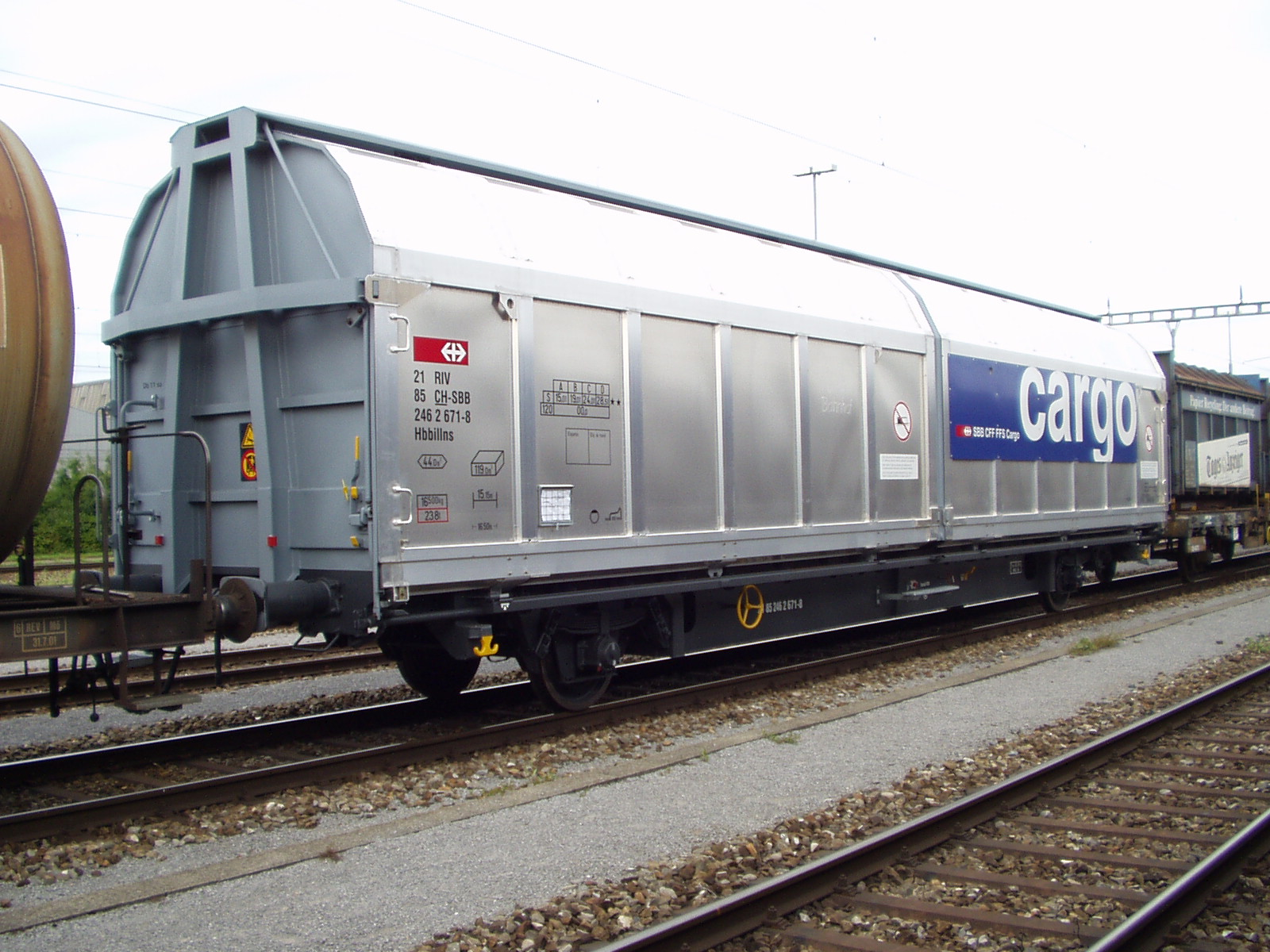
Svájci eltolható oldalú fedett teherkocsi (Hbbillns)

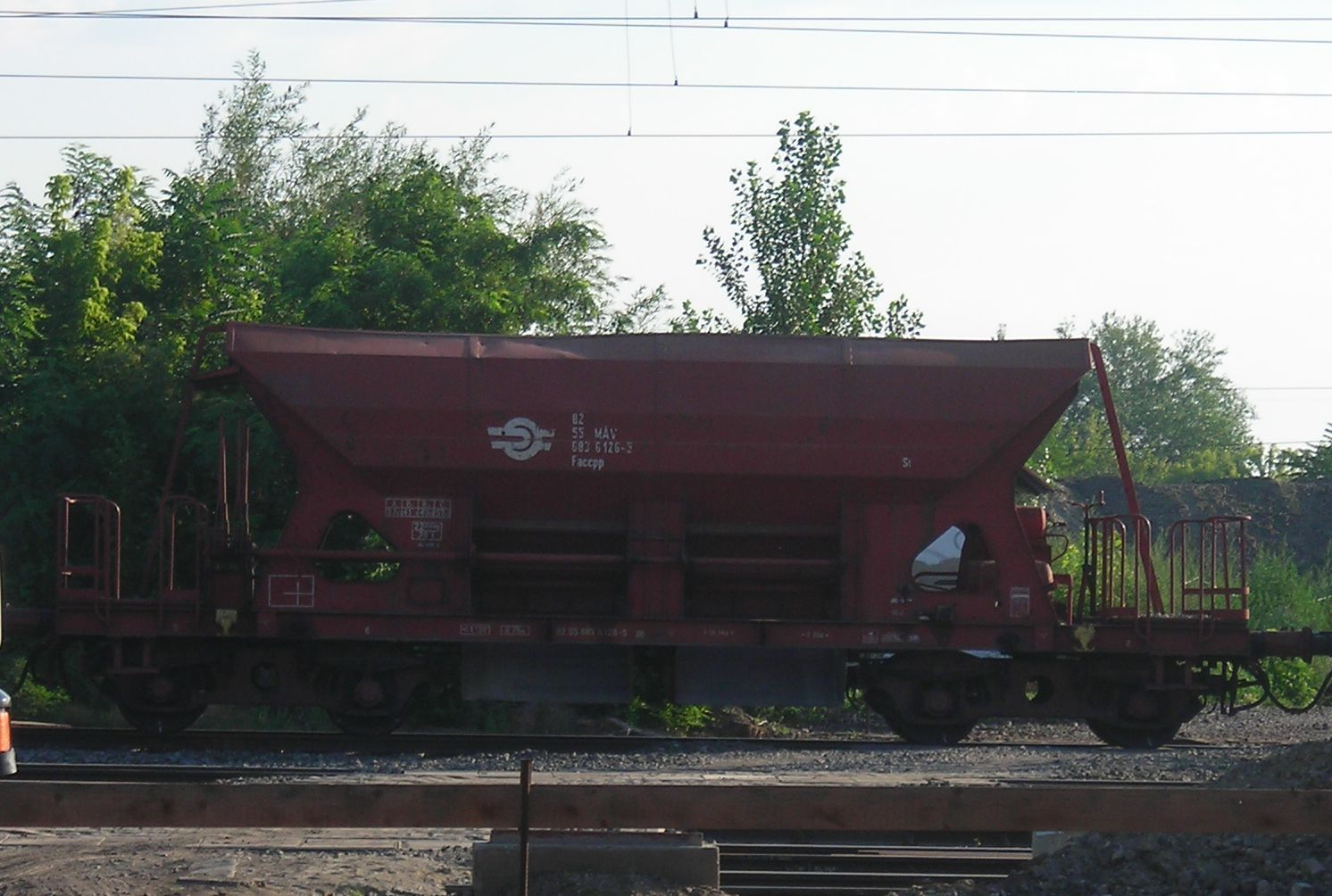
Önürítős kocsi Cegléden (Faccpp)

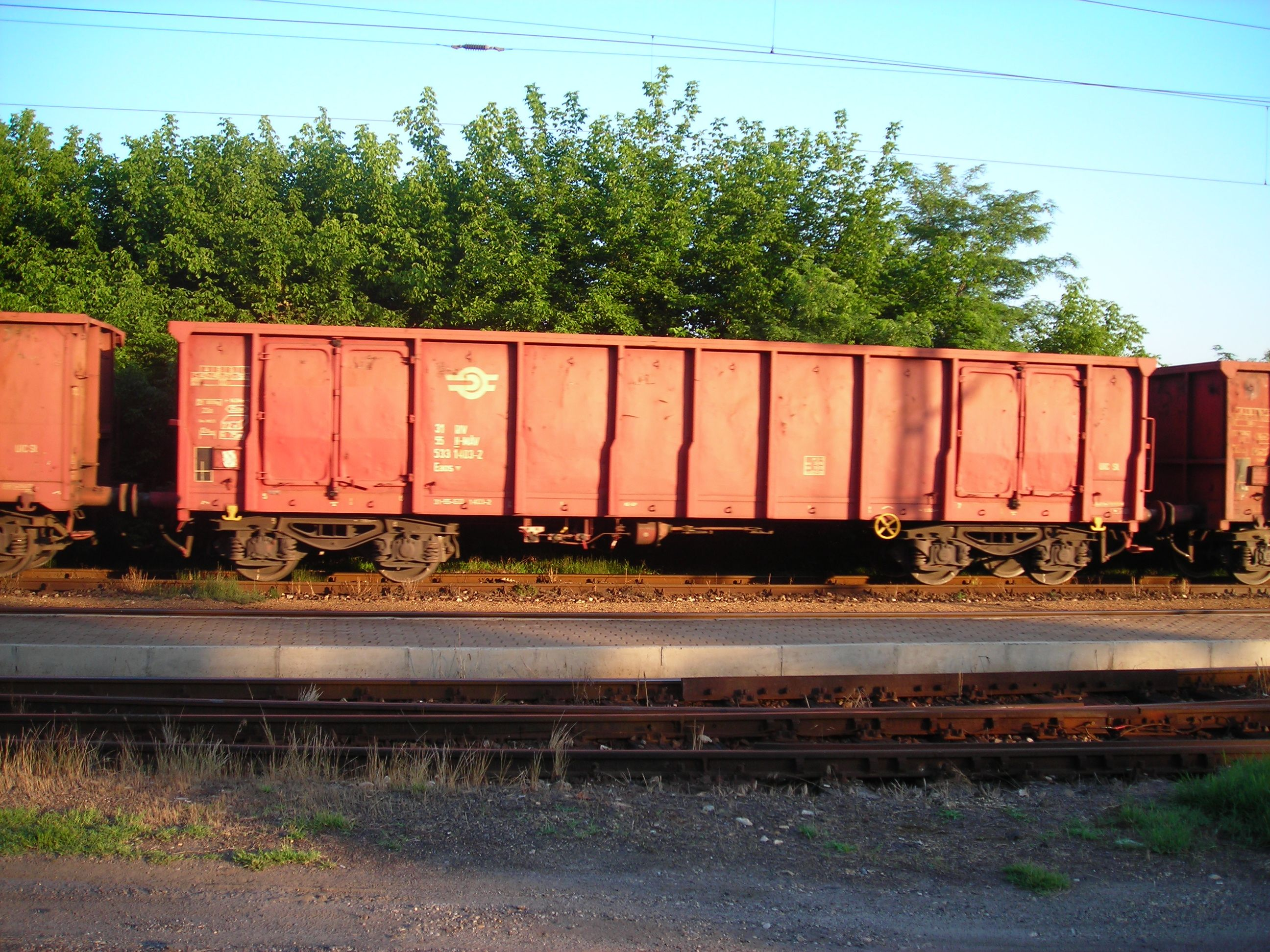
Magyar nyitott teherkocsi (Eaos)

A teherkocsi olyan vasúti jármű, amelyet áruszállításra terveztek, és nem rendelkezik saját erőgéppel, ezért vontatását, mozgatását mozdony végzi. A teherkocsikat vonatokba rendezve használják.

## Csoportosítás a szállított áru fajtája szerint
- Fedett kocsi (G, H fősorozat)
Szinte bármilyen áru szállítására alkalmas, az oldalsó ajtókon át rakodható.
- Nyitott kocsi (E, F fősorozat)
Alacsony vagy magas oldalfalú, tetején nyitott kocsi. Ömlesztett áruk szállítására használják, pl: ásványkincsek, ócskavas, deszka, rönkfa.
- Pőrekocsi (K, O, L, R, S fősorozat)
Semmiféle felépítményt nem tartalmaz, teljesen sík felületű. Ha szükséges, rakoncákkal ellátható. Nagy terjedelmű gépek, berendezések, gépjárművek (nem kamionok!), deszkák, rönkfák, konténerek szállítására használják. Rendelkezhet speciális felépítménnyel is.
- Tartálykocsi (Z fősorozat)
Különböző gázok és folyadékok szállítására használják.
- Speciális kocsi (U fősorozat)
Ide tartoznak a cement és egyéb poranyagok szállítására kialakított tartálykocsik, illetve nagy méretű szállítmányokhoz kialakított süllyesztett rakterű kocsik.
- Nyitható tetejű kocsi (T fősorozat)
Speciális változat az ömlesztett áruk és termények szállítására, felső nyitható tetőn át rakodható, rendelkezhet alsó ürítőnyílással is.
- Hűtőkocsi (I fősorozat)
Mélyhűtött élelmiszerek szállítására használják. Leggyakrabban fehér színűek, hogy minél kevesebb hőt nyeljenek el. Régen szárazjéggel hűtötték, ma saját hűtőberendezéssel rendelkeznek.
- Autószállító kocsi (az L fősorozatból)
Személyautók szállítására használják. Lehet nyitott és zárt, a zárt jobban védi a drága szállítmányt. Magyarországon általában irányvonatban lehet találkozni vele.
Néhány személyszállító vonat is továbbít autószállító kocsit, de ezeket a személykocsikhoz soroljuk. (DD fősorozat)
- Üzemi kocsi (X, Y fősorozat)
Olyan kocsik, melyek egyik kategóriába sem tartoznak bele, pl: segélyszerelvény kocsija, raktárkocsik, tűzoltóvonatok kocsijai, katonai szerelvények kísérőkocsijai.

## Kocsitípusok ismertetése
| Fősorozat  | Melléksorozat      | A típus rövid leírása | Kép        |
| ---------- | ------------------ | --- | ---------- |
| Ggs        | 147, 148, 149      | Hagyományos, normál építésű, 2 tengelyes fedett kocsik. Darabos, és – megfelelő rakszer felhasználásával – ömlesztett áruk fuvarozására alkalmasak. Mindkét oldalon 1-1 db oldalajtóval felszereltek. |            |
| Gbgs (Gbs) | 157, 154           | Hagyományos, normál építésű, 2 tengelyes fedett kocsik. Darabos, és – megfelelő rakszer felhasználásával – ömlesztett áruk fuvarozására alkalmasak. Mindkét oldalon 1-1 db oldalajtóval felszereltek. |            |
| Gags       | 196                | Hagyományos, normál építésű 4 tengelyes fedett kocsik. Darabos áruk – és megfelelő rakszer felhasználásával – ömlesztett áru fuvarozására alkalmasak. A Gags mindkét oldalon 2-2 db oldalajtóval, a Gabs mindkét oldalon 2×2 oldalajtóval felszerelt. |            |
| Gabs       | 181                | Hagyományos, normál építésű 4 tengelyes fedett kocsik. Darabos áruk – és megfelelő rakszer felhasználásával – ömlesztett áru fuvarozására alkalmasak. A Gags mindkét oldalon 2-2 db oldalajtóval, a Gabs mindkét oldalon 2×2 oldalajtóval felszerelt. |            |
| Hbbillns   | 246                | Különleges építésű, 2 tengelyes, mindkét oldalon eltolható oldalfalú, nagy rakterületű fedett kocsi. Alkalmas rakodólapra rakott áruk és darabos áruk fuvarozására. A be- és kirakodásnál a gépi eszközök (például emelővillás targonca) használata egyszerűbb, mint a hagyományos építésű fedett kocsiknál. A Hbbillns sorozat a szállított áruk védelme érdekében 3 db. válaszfallal van felszerelve. |            |
| Hillmrrs   | 293                | Különleges építésű 2×2 tengelyes „iker”, eltolható oldalfalú fedett kocsi, kocsinként 2-2 db válaszfallal felszerelt. |            |
| Habbins    | 277                | Különleges építésű, 4 tengelyes, mindkét oldalon eltolható oldalfalú, nagy rakterületű fedett kocsi. Felhasználható rakodólapra rakott áruk fuvarozására. Be- és kirakodásnál a gépi eszközök jól használhatók. |            |
| Habbinss   | 287                | Különleges építésű, 4 tengelyes, mindkét oldalon eltolható oldalfalú, nagy rakterületű fedett kocsi. Felhasználható rakodólapra rakott áruk fuvarozására. Be- és kirakodásnál a gépi eszközök jól használhatók. |            |
| Habis      | 275, 276           | Különleges építésű, 4 tengelyes, mindkét oldalon eltolható oldalfalú, nagy rakterületű fedett kocsi. Felhasználható rakodólapra rakott áruk fuvarozására. Be- és kirakodásnál a gépi eszközök jól használhatók. |            |
| Habbillnss | 287, 289           | Különleges építésű, 4 tengelyes, mindkét oldalon eltolható oldalfalú, nagy rakterületű fedett kocsi. Felhasználható rakodólapra rakott áruk fuvarozására. Be- és kirakodásnál a gépi eszközök jól használhatók. |            |
| Hbills     | 227                | Különleges építésű, 2 tengelyes, mindkét oldalon eltolható oldalfalú, nagy rakterületű fedett kocsi. Alkalmas rakodólapra rakott áruk és darabos áruk fuvarozására. A be- és kirakásnál a gépi eszközök használata egyszerűbb, mint a hagyományos építésű fedett kocsiknál. A Hbills sorozat a megfelelő áruvédelem érdekében 2 db. válaszfallal felszerelt. |            |
| Tcs        | 072, 574           | Különleges építésű, 2 tengelyes, nyitható tetővel ellátott fedett kocsi. Alkalmas ömlesztett áru, darabos áru fuvarozására. Mindkét oldalon 1-1 oldalajtó található. |            |
| Tagps      | 065, 565           | Különleges építésű, 4 tengelyes, felsőbetöltő nyílású, mechanikus önürítős zárt szekrényű kocsik. Alkalmasak ömlesztett áruk fuvarozására (gabonaféleségek, napraforgó, perlit, műtrágya, homok, alumínium-hidroxid, koksz stb.). A Tagps sorozat ürítő nyílása vágánytengely irányú, míg a Tadgs kocsi ürítőnyílása oldalirányú és vágánytengelyű is. |            |
| Tadgs      | 082                | Különleges építésű, 4 tengelyes, felsőbetöltő nyílású, mechanikus önürítős zárt szekrényű kocsik. Alkalmasak ömlesztett áruk fuvarozására (gabonaféleségek, napraforgó, perlit, műtrágya, homok, alumínium-hidroxid, koksz stb.). A Tagps sorozat ürítő nyílása vágánytengely irányú, míg a Tadgs kocsi ürítőnyílása oldalirányú és vágánytengelyű is. |            |
| Tams       | 081, 084           | Különleges építésű 4 tengelyes, elhúzható ponyvatetős, magas oldalfalú kocsi. Alkalmas az időjárási hatásokra érzékeny ömlesztett, illetve darabos áru fuvarozására. | Tams kocsi |
| Zaekks     | 793, 794           | Különleges építésű négytengelyes, felső betöltő nyílással és alsó lefejtő szeleppel ellátott, zárt rendszerű tartálykocsik. A MÁV Cargo Zrt. parkjában található kocsikban fuvarozható áruk: benzin, gázolaj, nyers kőolaj, fűtőolaj, pakura, melasz, sűrűlé, metanol és élelmiszer kategóriába sorolt szesz. |            |
| Zaes       | 788, 794, 798      | Különleges építésű négytengelyes, felső betöltő nyílással és alsó lefejtő szeleppel ellátott, zárt rendszerű tartálykocsik. A MÁV Cargo Zrt. parkjában található kocsikban fuvarozható áruk: benzin, gázolaj, nyers kőolaj, fűtőolaj, pakura, melasz, sűrűlé, metanol és élelmiszer kategóriába sorolt szesz. |            |
| Es         | 552, 554, 555      | Hagyományos, normál építésű, 2 tengelyes, nyitható homlokfalú, két oldalon 1-1 oldalajtóval ellátott nyitott kocsi. Felhasználható időjárás hatására nem érzékeny áruk fuvarozására, például szén, kő, kavics, vasérc, fa. |            |
| Eas        | 595, 596, 597      | Hagyományos, normál építésű, 4 tengelyes nyitott kocsik. A kocsik mindkét oldala 2-2 oldalajtóval felszerelt, az Eas, Eams, Eacs sorozatú kocsik ezen felül nyitható homlokfallal rendelkeznek. |            |
| Eams       | 594, 599           | Hagyományos, normál építésű, 4 tengelyes nyitott kocsik. A kocsik mindkét oldala 2-2 oldalajtóval felszerelt, az Eas, Eams, Eacs sorozatú kocsik ezen felül nyitható homlokfallal rendelkeznek. |            |
| Eaos       | 530, 533, 534, 536 | Hagyományos, normál építésű, 4 tengelyes nyitott kocsik. A kocsik mindkét oldala 2-2 oldalajtóval felszerelt, az Eas, Eams, Eacs sorozatú kocsik ezen felül nyitható homlokfallal rendelkeznek. |            |
| Eacs       | 547                | A kocsik időjárási hatásokra nem érzékeny ömlesztett és darabos áruk fuvarozására (fa, deszka, szén, kő, kavics, ócskavas stb.) alkalmasak. Ponyva használatával az áru időjárástól való védelme megoldható. Az Eacs kocsi fenékajtókkal ellátott, tehát alkalmas mechanikus önürítésre. |            |
| Eas-x      | 595                | A kocsik időjárási hatásokra nem érzékeny ömlesztett és darabos áruk fuvarozására (fa, deszka, szén, kő, kavics, ócskavas stb.) alkalmasak. Ponyva használatával az áru időjárástól való védelme megoldható. Az Eacs kocsi fenékajtókkal ellátott, tehát alkalmas mechanikus önürítésre. |            |
| Fal        | 654, 656           | Különleges építésű billenőszekrényes, önürítős nyitott kocsi. A szekrényt billentő és visszabillentő 2-2,5 bar nyomású léghenger működteti. A billentés vezérlése a kocsi oldala mellől a földről történik. A kocsi alkalmas ömlesztett áruk (koksz, kő, vasérc stb.) fuvarozására belföldi forgalomban. |            |
| Fals       | 665, 666           | Különleges építésű, önürítős (gravitációs), 4 tengelyes nyitott kocsi. Be- és kirakodás megfelelő berendezés (csúszda, surrantó stb.) közbeiktatásával lehetséges. Felhasználható időjárás hatásaira nem érzékeny ömlesztett áruk (szén, koksz, kő stb.) fuvarozására. |            |
| Fccpp      | 633                | Különleges építésű, 2 tengelyes, önürítős (gravitációs) nyitott kocsi. Berakodás gépi úton, kirakodás megfelelő segédberendezés alkalmazásával (résbuktató, csúszda stb.) lehetséges. Felhasználható elsősorban zúzottkő, de szén, koksz, érc fuvarozására is. |            |
| Faccpps    | 683, 975           | Különleges építésű, 4 tengelyes önürítős (gravitációs) nyitott kocsi, mely többi tulajdonságában megegyezik az Fccpp kocsikkal. |            |
| Tals       | 066                | Különleges építésű, önürítős, (gravitációs) 4 tengelyes nyitott kocsi. Be- és kirakodás megfelelő berendezés (csúszda, surrantó stb.) közbeiktatásával lehetséges, az oldalajtók pneumatikusan nyithatók. Tetővel ellátott, a hasonló felépítésű Fals típusú kocsival ellentétben, amely nincs tetővel ellátva. Felhasználható: időjárás hatásaira nem érzékeny ömlesztett áruk (szén, koksz, kő stb.) fuvarozására |            |
| Ks         | 330, 332, 336      | Hagyományos, normál építésű, 2 tengelyes, alacsony oldalfalú (0,5 m), térelválasztó célokat szolgáló rakoncával felszerelt pőrekocsik. Oldalfalaik, homlokfalaik és rakoncáik lehajthatók. Padlózatuk fenyőpalló, az Lgs kocsi konténerrögzítő tüskékkel is ellátott. Felhasználható nagyobb fajsúlyú, ömlesztett anyagok (kő, kavics, homok stb.), darabos áruk (beton, acél, faáru stb.), járművek és konténerek fuvarozására. Az Lgss kocsi különleges építésű, speciális konténerszállító, 2 tengelyes pőrekocsi. Nagy konténerek szállítására alkalmas. Padlózattal nem rendelkezik.                                                                       |            |
| Lgs        | 441, 442           | Hagyományos, normál építésű, 2 tengelyes, alacsony oldalfalú (0,5 m), térelválasztó célokat szolgáló rakoncával felszerelt pőrekocsik. Oldalfalaik, homlokfalaik és rakoncáik lehajthatók. Padlózatuk fenyőpalló, az Lgs kocsi konténerrögzítő tüskékkel is ellátott. Felhasználható nagyobb fajsúlyú, ömlesztett anyagok (kő, kavics, homok stb.), darabos áruk (beton, acél, faáru stb.), járművek és konténerek fuvarozására. Az Lgss kocsi különleges építésű, speciális konténerszállító, 2 tengelyes pőrekocsi. Nagy konténerek szállítására alkalmas. Padlózattal nem rendelkezik.                                                                       |            |
| Lgss       | 443                | Hagyományos, normál építésű, 2 tengelyes, alacsony oldalfalú (0,5 m), térelválasztó célokat szolgáló rakoncával felszerelt pőrekocsik. Oldalfalaik, homlokfalaik és rakoncáik lehajthatók. Padlózatuk fenyőpalló, az Lgs kocsi konténerrögzítő tüskékkel is ellátott. Felhasználható nagyobb fajsúlyú, ömlesztett anyagok (kő, kavics, homok stb.), darabos áruk (beton, acél, faáru stb.), járművek és konténerek fuvarozására. Az Lgss kocsi különleges építésű, speciális konténerszállító, 2 tengelyes pőrekocsi. Nagy konténerek szállítására alkalmas. Padlózattal nem rendelkezik.                                                                       |            |
| Rs         | 390                | Hagyományos, normál építésű, 4 tengelyes pőrekocsik, oldalanként 8-8 db. lehajtható vasrakoncával. Az Rgs kocsi konténer rögzítő tüskével is rendelkezik. A kocsik padlóanyaga fenyődeszka, illetve a Res kocsik egy része vaspadlós. Az Rs és az Rgs kocsi lehajtható homlokfalú, míg a Res kocsi lehajtható, alacsony oldal- és homlokfalú. A kocsik felhasználhatók konténerek, gépek, berendezések, járművek és egyéb hosszú áruk fuvarozására. A Res kocsi alkalmas még nagy fajsúlyú ömlesztett áruféleségek szállítására is (kő, kavics stb.). A kocsik lehetővé teszik ponyva használatát. Az Rgs kocsik elsősorban konténer fuvarozására használhatók. |            |
| Rgs        | 391                | Hagyományos, normál építésű, 4 tengelyes pőrekocsik, oldalanként 8-8 db. lehajtható vasrakoncával. Az Rgs kocsi konténer rögzítő tüskével is rendelkezik. A kocsik padlóanyaga fenyődeszka, illetve a Res kocsik egy része vaspadlós. Az Rs és az Rgs kocsi lehajtható homlokfalú, míg a Res kocsi lehajtható, alacsony oldal- és homlokfalú. A kocsik felhasználhatók konténerek, gépek, berendezések, járművek és egyéb hosszú áruk fuvarozására. A Res kocsi alkalmas még nagy fajsúlyú ömlesztett áruféleségek szállítására is (kő, kavics stb.). A kocsik lehetővé teszik ponyva használatát. Az Rgs kocsik elsősorban konténer fuvarozására használhatók. |            |
| Res        | 393, 394           | Hagyományos, normál építésű, 4 tengelyes pőrekocsik, oldalanként 8-8 db. lehajtható vasrakoncával. Az Rgs kocsi konténer rögzítő tüskével is rendelkezik. A kocsik padlóanyaga fenyődeszka, illetve a Res kocsik egy része vaspadlós. Az Rs és az Rgs kocsi lehajtható homlokfalú, míg a Res kocsi lehajtható, alacsony oldal- és homlokfalú. A kocsik felhasználhatók konténerek, gépek, berendezések, járművek és egyéb hosszú áruk fuvarozására. A Res kocsi alkalmas még nagy fajsúlyú ömlesztett áruféleségek szállítására is (kő, kavics stb.). A kocsik lehetővé teszik ponyva használatát. Az Rgs kocsik elsősorban konténer fuvarozására használhatók. |            |
| Rmms       | 395                | Hagyományos, normál építésű pőre kocsik. Az Rmms sorozat oldalanként 5-5 db., az Sammp oldalanként 8-8 db., térelhatárolásra szolgáló rakoncával szerelhető fel. Az Rmms kocsi 4 tengelyes, alacsony, lehajtható homlokfalú, az Sammp kocsi hattengelyes és homlokfal nélküli. A kocsik padlózata fenyőpalló, alkalmasak nagy tömegű gépek, szerkezetek, nehéz járművek szállítására. |            |
| Sammp      | 482                | Hagyományos, normál építésű pőre kocsik. Az Rmms sorozat oldalanként 5-5 db., az Sammp oldalanként 8-8 db., térelhatárolásra szolgáló rakoncával szerelhető fel. Az Rmms kocsi 4 tengelyes, alacsony, lehajtható homlokfalú, az Sammp kocsi hattengelyes és homlokfal nélküli. A kocsik padlózata fenyőpalló, alkalmasak nagy tömegű gépek, szerkezetek, nehéz járművek szállítására. |            |
| Sgnss      | 457                | Különleges építésű, speciális konténerszállító, 4 tengelyes pőrekocsi. Nagykonténerek szállítására alkalmas, padlózattal nem rendelkezik. |            |
| Sgs        | 454                | Különleges építésű, speciális konténerszállító, 4 tengelyes pőrekocsi. Nagykonténerek szállítására alkalmas, padlózattal nem rendelkezik. |            |
| Saadkms    | 498                | Különleges építésű (RoLa) 8, illetve 10 tengelyes pőrekocsi. A kocsik közlekedtetése műszaki feltételek miatt zárt irányvonati egységekben (18-24 db) történik. A kocsik kamionszállítására alkalmasak, padlómagasságuk 0,41 méter. |            |
| Saadkkms   | 498                | Különleges építésű (RoLa) 8, illetve 10 tengelyes pőrekocsi. A kocsik közlekedtetése műszaki feltételek miatt zárt irányvonati egységekben (18-24 db) történik. A kocsik kamionszállítására alkalmasak, padlómagasságuk 0,41 méter. |            |
| Uaikks     | 992                | Különleges építésű, süllyesztett rakfelületű, 8 tengelyes pőre kocsi. Felhasználhatók nagy átmérőjű, nagy magasságú és hosszúságú küldemények (rakszelvény méretén túlérő áruk) fuvarozására. |            |
| Uaai       | 994                | Különleges építésű, süllyesztett rakfelületű, 8 tengelyes pőre kocsi. Felhasználhatók nagy átmérőjű, nagy magasságú és hosszúságú küldemények (rakszelvény méretén túlérő áruk) fuvarozására. |            |